# Neo Sidirochorio
Neo Sidirochorio (in greco Νέο Σιδηροχώρι?, in turco: Cambaz) è un ex comune della Grecia nella periferia della Macedonia orientale e Tracia di 3.497 abitanti secondo i dati del censimento 2001.
È stato soppresso a seguito della riforma amministrativa detta Programma Callicrate in vigore dal gennaio 2011 ed è ora compreso nel comune di Komotini.